# 屈斜路湖
屈斜路湖（くっしゃろこ）は、北海道東部（道東）の弟子屈町に位置する自然湖。日本最大のカルデラ湖で、全面結氷する淡水湖としても日本最大の面積を持つ。1934年（昭和9年）、全域が阿寒国立公園に指定された。

## 名称の由来
アイヌ語で喉口、転じて「沼の水が流れ出る口」を意味する「クッチャラ」に由来し、この湖の「クッチャラ」近くにあったアイヌの集落（コタン）「クッチャロ」に和人が字を当てたとされる。

## 地学的知見
藻琴山、サマッカリヌプリなどを外輪山とする東西約26km、南北約20kmの日本最大のカルデラである屈斜路カルデラの内側に約3万年前に形成された。日本の湖沼では6番目の面積を有し、平均水深は28.4m、カルデラ湖としては浅いほうだが、和琴半島東岸の旧噴火口にある最深部は117mまたは125m。

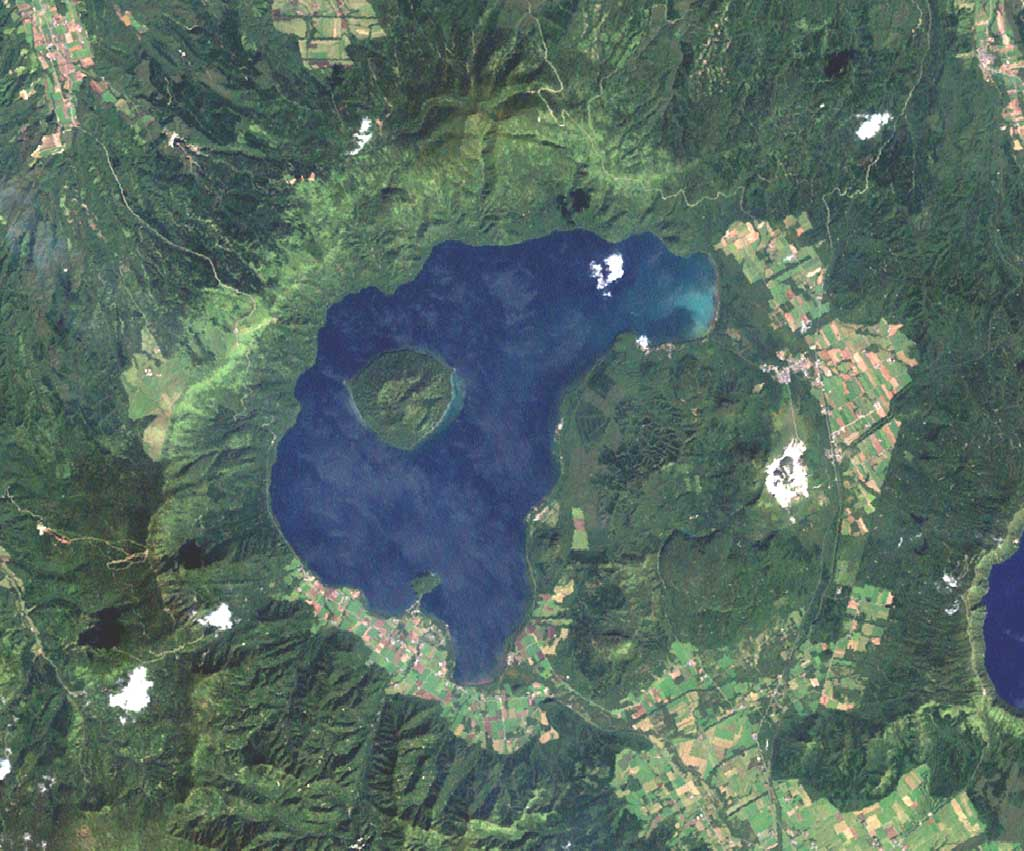
人工衛星から撮影した屈斜路湖

湖中央部には、日本最大の湖中島である中島（面積5.7km2、周囲12km）が浮かぶ。中島は直径約1.4kmのタフリングを持っており、その中に貫入している溶岩円頂丘が最高点(（355m）となっている。南岸には和琴半島が突出する。中島と同様、火山の山頂が湖中島になったものであったが、尾札部川の扇状地から成長した砂州により陸繋島となった。
周囲から小河川が流入し、南端から釧路川が流れ出す。河川からの流入は、湖に入る全水量の20パーセントほどで、残りは地下から湖底に入っている。
道北にあるクッチャロ湖とは、呼び名が似ていることから混同されがちであるが、全くの別の湖である。ただし、語源は同じである。
- 島 : 中島
- 流入河川 : 湯川、尾札部川、オンネナイ川、跡佐川、トイコイ川、オンネシレト川、シケレペンベツ川
- 流出河川 : 釧路川

### 屈斜路カルデラ

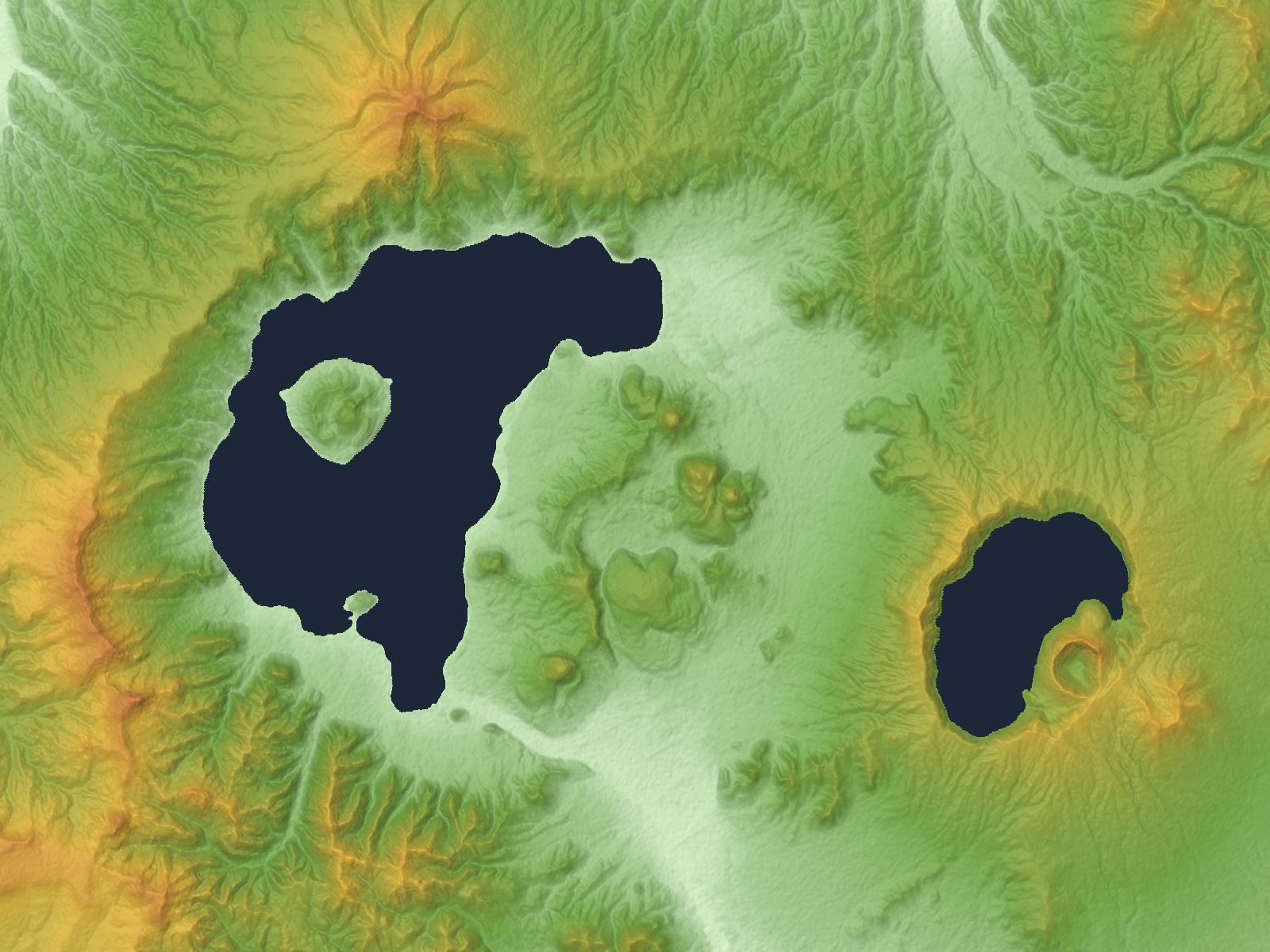
地形図（右は摩周カルデラ）

初期の屈斜路湖は面積が現在の倍ほどあり、ほぼ円形の湖だったと考えられる。現在のカルデラは、東西約26km 南北約20kmで日本最大。
- 約160万年から100万年前 先カルデラ火山を形成した。その名残が屈斜路湖北側にある藻琴山。
- 約40-4万年前 カルデラを形成する活動が起き、10回程度の大規模火砕流噴火を繰り返す。
  - 約12万年前 最大級の噴火を生じ、その火山灰（クッチャロ羽幌と呼ばれる広域テフラ）は札幌以西を除く北海道のほぼ全域を覆った。
  - 約4万年前 約12万年前の噴火に次ぐ大規模な噴火が生じ、クッチャロ庶路テフラを形成。
- 約4万年前～現在 中島やアトサヌプリ（別名「硫黄山」）、摩周火山を生じる活動により溶岩円頂丘群が噴出してカルデラ湖の南東部を失い、空豆状の現在の形になった[8]。

### 主な火山活動
- 大きく分けて古梅溶結凝灰岩前の先カルデラ期、古梅溶結凝灰岩以後-Kpfall I噴火以前のカルデラ形成期、Kpfall I噴火以降の後カルデラ期に分けられる[9]。

| 年代        | イベント名・噴出物         | 噴出量 (DRE km3) | 主な岩石           | 噴火様式                       | ステージ                      |
| ----------- | -------------------------- | ---------------- | ------------------ | ------------------------------ | ----------------------------- |
| 400ka       | 古梅溶結凝灰岩             | 32               | デイサイト         | 火砕流                         | 屈斜路 カルデラ 形成期        |
| 210ka       | Kp VIII噴火                | 18               | デイサイト-流紋岩  | 火砕流                         | 屈斜路 カルデラ 形成期        |
| 200ka       | Kp VII噴火                 | 6                | デイサイト-流紋岩  | 火砕流                         | 屈斜路 カルデラ 形成期        |
| 190ka       | Kp VI噴火                  | 36               | デイサイト-流紋岩  | 火砕流                         | 屈斜路 カルデラ 形成期        |
| 130ka       | Kp V噴火                   | 18               | デイサイト-流紋岩  | 火砕流                         | 屈斜路 カルデラ 形成期        |
| 117.5ka     | Kp IV噴火                  | 84               | デイサイト-流紋岩  | 火砕流                         | 屈斜路 カルデラ 形成期        |
| 97ka        | Kpfall V噴火               | 3.6              | デイサイト-流紋岩  | 降下火砕物                     | 屈斜路 カルデラ 形成期        |
| 89ka        | Kpfall IV噴火              | 3.6              | デイサイト-流紋岩  | 降下火砕物                     | 屈斜路 カルデラ 形成期        |
| 87.5ka      | Kp II/III噴火              | 12               | デイサイト-流紋岩  | 火砕流                         | 屈斜路 カルデラ 形成期        |
| 76ka        | Kpfall III噴火             | 4.5              | デイサイト-流紋岩  | 降下火砕物                     | 屈斜路 カルデラ 形成期        |
| 59ka        | Kpfall II噴火              | 3                | デイサイト-流紋岩  | 降下火砕物                     | 屈斜路 カルデラ 形成期        |
| 39.31ka     | Kp I噴火                   | 60               | デイサイト-流紋岩  | 火砕流                         | 屈斜路 カルデラ 形成期        |
| 38.84ka     | Kpfall I噴火               | 5                | デイサイト-流紋岩  | 降下火砕物                     | 屈斜路 カルデラ 形成期        |
| 34ka以降    | アトサヌプリ外輪山溶岩     | (3.8に一括)      | 安山岩             | 溶岩流                         | 古期アト サヌプリ 火山        |
| 34ka以降    | オヤコツ山円頂丘溶岩       | (3.8に一括)      | 安山岩             | 溶岩ドーム                     | 古期アト サヌプリ 火山        |
| 34ka以降    | 252m山円頂丘溶岩           | (3.8に一括)      | 安山岩             | 溶岩ドーム                     | 古期アト サヌプリ 火山        |
| 30.74ka     | 上部中春別gテフラ          | 1.38             | デイサイト         | 降下火砕物                     | アトサ ヌプリ カルデラ 形成期 |
| 29.94ka     | 上部中春別eテフラ          | 2.64             | デイサイト         | 火砕流、降下火砕物             | アトサ ヌプリ カルデラ 形成期 |
| 28.82ka     | 上部中春別cテフラ          | 0.08             | デイサイト         | 降下火砕物                     | アトサ ヌプリ カルデラ 形成期 |
| 28.21ka     | 上部中春別aテフラ          | 0.44             | デイサイト-流紋岩  | 火砕流                         | アトサ ヌプリ カルデラ 形成期 |
| 27.662ka    | Midk-2〜5テフラ            | 0.24             |                    | 降下火砕物                     | アトサ ヌプリ カルデラ 形成期 |
| 27.64ka     | 茶内cテフラ                | 4.14             | デイサイト〜流紋岩 | 火砕流、降下火砕物             | アトサ ヌプリ カルデラ 形成期 |
| 15ka        | Midk-1テフラ               | 0.18             |                    | 降下火砕物                     | アトサ ヌプリ カルデラ 形成期 |
| 10ka〜現在  | 中島火山噴出物             | 0.6(合計)        | デイサイト-流紋岩  | 溶岩ドーム、降下火砕物、サージ | 新期 アトサ ヌプリ 火山群     |
| 10ka-5.5ka  | サワンチサップ円頂丘溶岩   | (3.8に一括)      | デイサイト         | 溶岩ドーム                     | 新期 アトサ ヌプリ 火山群     |
| 10ka-5.5ka  | オプタテシュケ円頂丘溶岩   | (3.8に一括)      | デイサイト         | 溶岩ドーム                     | 新期 アトサ ヌプリ 火山群     |
| 10ka-5.5ka  | トサモシベ円頂丘溶岩       | (3.8に一括)      | デイサイト         | 溶岩ドーム                     | 新期 アトサ ヌプリ 火山群     |
| 10ka-5.5ka  | ニフシオヤコツ円頂丘溶岩   | (3.8に一括)      | デイサイト         | 溶岩ドーム                     | 新期 アトサ ヌプリ 火山群     |
| 10ka-5.5ka  | 274m山円頂丘溶岩           | (3.8に一括)      | デイサイト         | 溶岩ドーム                     | 新期 アトサ ヌプリ 火山群     |
| 10ka-5.5ka  | 丸山円頂丘溶岩             | (3.8に一括)      | デイサイト         | 溶岩ドーム                     | 新期 アトサ ヌプリ 火山群     |
| 10ka-5.5ka  | ヌプリオンド円頂丘溶岩     | (3.8に一括)      | デイサイト         | 溶岩ドーム                     | 新期 アトサ ヌプリ 火山群     |
| 5.5ka       | リシリ山円頂丘溶岩         | (3.8に一括)      | デイサイト         | 降下テフラ、火砕流→溶岩ドーム  | 新期 アトサ ヌプリ 火山群     |
| 5.5ka-1.5ka | At-c噴火                   |                  |                    | 降下テフラ                     | 新期 アトサ ヌプリ 火山群     |
| 5.5-1.5ka   | マクワンチサップ円頂丘溶岩 | (3.8に一括)      | デイサイト         | 溶岩ドーム                     | 新期 アトサ ヌプリ 火山群     |
| 5.5-1.5ka   | アトサヌプリ古期円頂丘溶岩 | (3.8に一括)      | デイサイト         | 溶岩ドーム                     | 新期 アトサ ヌプリ 火山群     |
| 1.5ka       | At-b噴火                   |                  |                    | 水蒸気爆発：降下火砕物         | 新期 アトサ ヌプリ 火山群     |
| 1.5-1ka     | アトサヌプリ新期円頂丘溶岩 | (3.8に一括)      | デイサイト         | 溶岩ドーム                     | 新期 アトサ ヌプリ 火山群     |
| AD1000以降  | At-a噴火                   |                  |                    | 水蒸気爆発：降下火砕物         | 新期 アトサ ヌプリ 火山群     |

- 後カルデラ期（34〜0ka）に合計4.8 DRE km3の火砕流堆積物と、3.8 DRE km3の溶岩、0.02 DRE km3の降下火砕物を噴出したとされている[9]。
- 屈斜路カルデラ東縁に摩周火山が形成されているが、噴出物の成分の違いから別火山と考えられている。

## 生物相
アトサヌプリや川湯温泉から強酸性（pH2前後）の温泉水を運ぶ湯川が北東部に流入し、屈斜路湖全体もpH5前後の酸性湖となっているため魚類は乏しい。
過去には魚類が豊富だった時期もあった。江戸時代の終わり頃、1858年（安政5年）に松浦武四郎が通りかかったときにはイトウ、ウグイ類、ヒメマスがいた。1917年（大正6年）の調査では、イトウ、ウグイ、アメマス、ヤマベ、カジカ、イトヨに加え、サケが遡上していた。植物プランクトンが多く、セキショウモやヒルムシロのような水草が生えていた。
この状況は1929年（昭和4年）頃に一変した。この年、多くの魚種が消えるか局地的にしか見られず、水草は稀になっていた。湖水表面のpHは4.9から5.1で酸性を呈した。この後、1934年（昭和9年）頃には一時期酸性度が弱まり pH 6-7 程度まで回復し、魚類の回復もみられたが、1938年（昭和13年）5月の屈斜路地震で湖底から硫酸塩が噴出したとみられ、pH4前後まで酸性に傾き魚類はほぼ全滅した。
このため屈斜路湖では現在でも漁業権が存在しない。2000年代以降酸性度は低減される傾向にあり、優占種は耐酸性に優れたウグイで他には放流されたニジマス、ヒメマス、サクラマスが僅かに生息する。
また、和琴半島はミンミンゼミ生息の北限地であり、1951年に「和琴ミンミンゼミ発生地」として国指定の天然記念物となっている。オオハクチョウの飛来地としても知られる。

## 人間史と観光
江戸時代の探検書・古地図には「クスリ・トー」（アイヌ語で「温泉」「薬の湖」の意）と書かれていた。その後、釧路川源流付近にあったコタン名「クッチャロ」（「喉」「口」「湖からの流出部」の意）から現在の屈斜路湖となった。
冬季には、2月になると全面結氷し総延長5-10km程度の日本最大級となる鞍状隆起現象 御神渡り が形成される。

## 伝説
アイヌの伝説では、英雄オタストゥンクㇽ、あるいはオキクルミが巨大なアメマスを捕らえて湖畔の山に結びつけたが、暴れるアメマスは山を引き抜き、自身はその山の下敷きになってしまった。その山が現在の中島である。アメマスはいまだ死にきれず、時に暴れる。そのため、道東地方は現在でも地震が多いという。
昭和50年代（1975年から1985年頃）に大きな影が遊泳する様子や湖面の波紋が立て続けに目撃され、この湖に巨大な未知の生物が棲んでいるという噂がテレビなどで取り上げられた。ネッシーにならってクッシーと名付けられた。とはいえ、酸性が強いこの湖に大型水生生物が存在する可能性は無いとされる。実際、近年は目撃情報は途絶えてしまっている。

## 温泉
火山地帯であることから、周囲には火山や温泉が多数存在し、湖岸を掘ると湯が湧き出す砂湯は観光名所となっている。また湖底からも温泉が噴出している。弟子屈町周辺に名湯スポットが点在している。　
- 屈斜路湖畔温泉郷
  - 仁伏温泉
  - 和琴温泉
  - 三香温泉
  - コタン温泉
  - 池の湯温泉
  - 砂湯温泉

- 川湯温泉（湖畔からは若干離れている）

## 屈斜路カルデラを構成する山岳
北部山岳より記す。小数点以下が記載された座標は最高点に位置する三角点の座標。三角点の等級は本来漢数字であるが、再配列可能な表のためアラビア数字で表記している。

### 屈斜路火山群 (アトサヌプリ火山群)
| 名称                                   | 標高    | 三角点 | 点名     | 位置                                                                |
| -------------------------------------- | ------- | ------ | -------- | ------------------------------------------------------------------- |
| ニフシオヤコツ                         | 195.7 m | 3等    | 和骨     | 北緯43度38分43秒 東経144度22分52秒 / 北緯43.64528度 東経144.38111度 |
| ポンポン山                             | 257 m   | --     | --       | 北緯43度37分42秒 東経144度24分25秒 / 北緯43.62833度 東経144.40694度 |
| サワンチサップ                         | 520 m   | --     | --       | 北緯43度37分44秒 東経144度25分06秒 / 北緯43.62889度 東経144.41833度 |
| マクワンチサップ                       | 574.1 m | 3等    | 硫黄山   | 北緯43度36分54秒 東経144度25分38秒 / 北緯43.61500度 東経144.42722度 |
| アトサヌプリ （硫黄山）                | 508 m   | --     | --       | 北緯43度36分37秒 東経144度26分19秒 / 北緯43.61028度 東経144.43861度 |
| ウノンゴイチラウシベ                   | (不明)  | --     | --       | (不明)                                                              |
| トサモシベ                             | 370.2 m | 4等    | 屏風岩   | 北緯43度35分36秒 東経144度21分31秒 / 北緯43.59333度 東経144.35861度 |
| ソエナテシカ                           | 460 m   | --     | --       | 北緯43度35分22秒 東経144度23分21秒 / 北緯43.58944度 東経144.38917度 |
| リシリ                                 | 396 m   | --     | --       | 北緯43度35分06秒 東経144度24分29秒 / 北緯43.58500度 東経144.40806度 |
| オヤコツ (和琴半島)                    | 216.1 m | 2等    | 和琴山   | 北緯43度35分06秒 東経144度18分47秒 / 北緯43.58500度 東経144.31306度 |
| オプタテシケヌプリ                     | 503.9 m | 2等    | 雄武建山 | 北緯43度34分02秒 東経144度22分52秒 / 北緯43.56722度 東経144.38111度 |
| 丸山 (クッチャロシベ) (オベライヌプリ) | 229 m   | --     | --       | 北緯43度33分24秒 東経144度20分43秒 / 北緯43.55667度 東経144.34528度 |
| ヌプリオンド                           | 231.3 m | 4等    | 登音洞   | 北緯43度33分12秒 東経144度21分26秒 / 北緯43.55333度 東経144.35722度 |

### 外輪山
| 名称                  | 標高    | 三角点 | 点名     | 位置                                                                |
| --------------------- | ------- | ------ | -------- | ------------------------------------------------------------------- |
| 藻琴山                | 999.9 m | 1等    | 藻琴山   | 北緯43度42分16秒 東経144度19分52秒 / 北緯43.70444度 東経144.33111度 |
| ニタトルシュケ山      | 381.4 m | 2等    | 川湯     | 北緯43度39分26秒 東経144度27分59秒 / 北緯43.65722度 東経144.46639度 |
| サマッカリヌプリ      | 974.3 m | 2等    | 様狩山   | 北緯43度35分17秒 東経144度13分06秒 / 北緯43.58806度 東経144.21833度 |
| 三角山 (チセネヌプリ) | 453.4 m | 3等    | 背根登   | 北緯43度33分58秒 東経144度17分13秒 / 北緯43.56611度 東経144.28694度 |
| コトニヌプリ          | 952 m   | --     | --       | 北緯43度33分37秒 東経144度14分20秒 / 北緯43.56028度 東経144.23889度 |
| オサッペヌプリ        | 860 m   | --     | --       | 北緯43度33分00秒 東経144度14分00秒 / 北緯43.55000度 東経144.23333度 |
| 岩田主山              | 607 m   | --     | --       | 北緯43度32分36秒 東経144度18分14秒 / 北緯43.54333度 東経144.30389度 |
| サマッケヌプリ        | 897.8 m | 1等    | 様毛山   | 北緯43度31分50秒 東経144度13分56秒 / 北緯43.53056度 東経144.23222度 |
| イクルシベ山          | 727 m   | --     | --       | 北緯43度31分22秒 東経144度18分24秒 / 北緯43.52278度 東経144.30667度 |
| 奥春別山              | 476 m   | --     | --       | 北緯43度30分51秒 東経144度21分08秒 / 北緯43.51417度 東経144.35222度 |
| 美羅尾山              | 553.7 m | 2等    | 美羅尾山 | 北緯43度30分03秒 東経144度24分15秒 / 北緯43.50083度 東経144.40417度 |
| 辺計礼山              | 732.3 m | 1等    | 辺計礼山 | 北緯43度29分30秒 東経144度20分23秒 / 北緯43.49167度 東経144.33972度 |

## 交通
- 国道243号
- 北海道道52号屈斜路摩周湖畔線
- 阿寒バス
  - 釧網本線：摩周駅、川湯温泉駅通
  - 石北本線：美幌駅、網走駅
  - 女満別空港
  - 定期観光バス

騒音苦情などを受けて、湖面への個人による動力船（モーターボートや水上バイク）の乗り入れが2021年10月から原則禁止される。

## ギャラリー

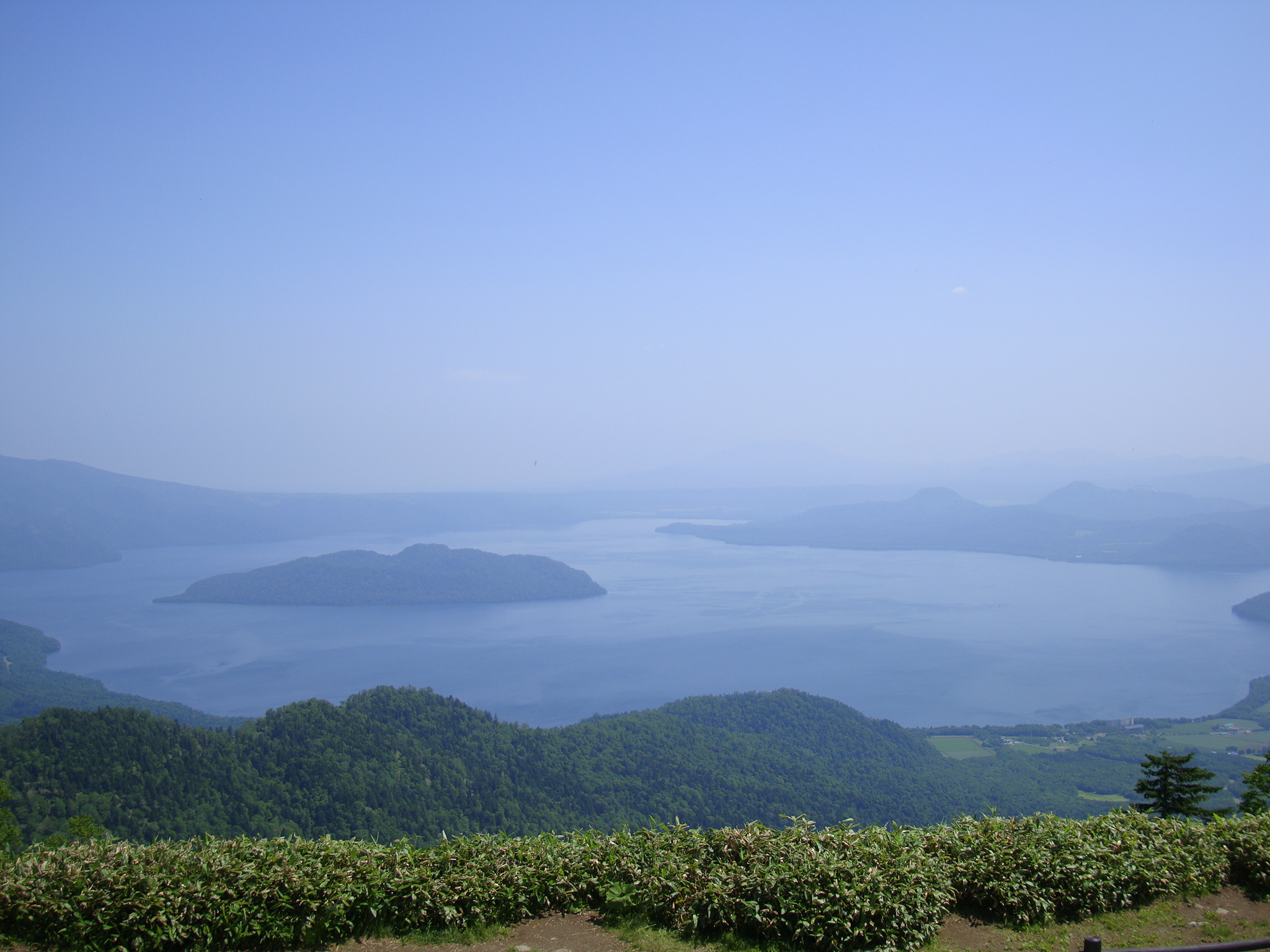
津別峠より望む
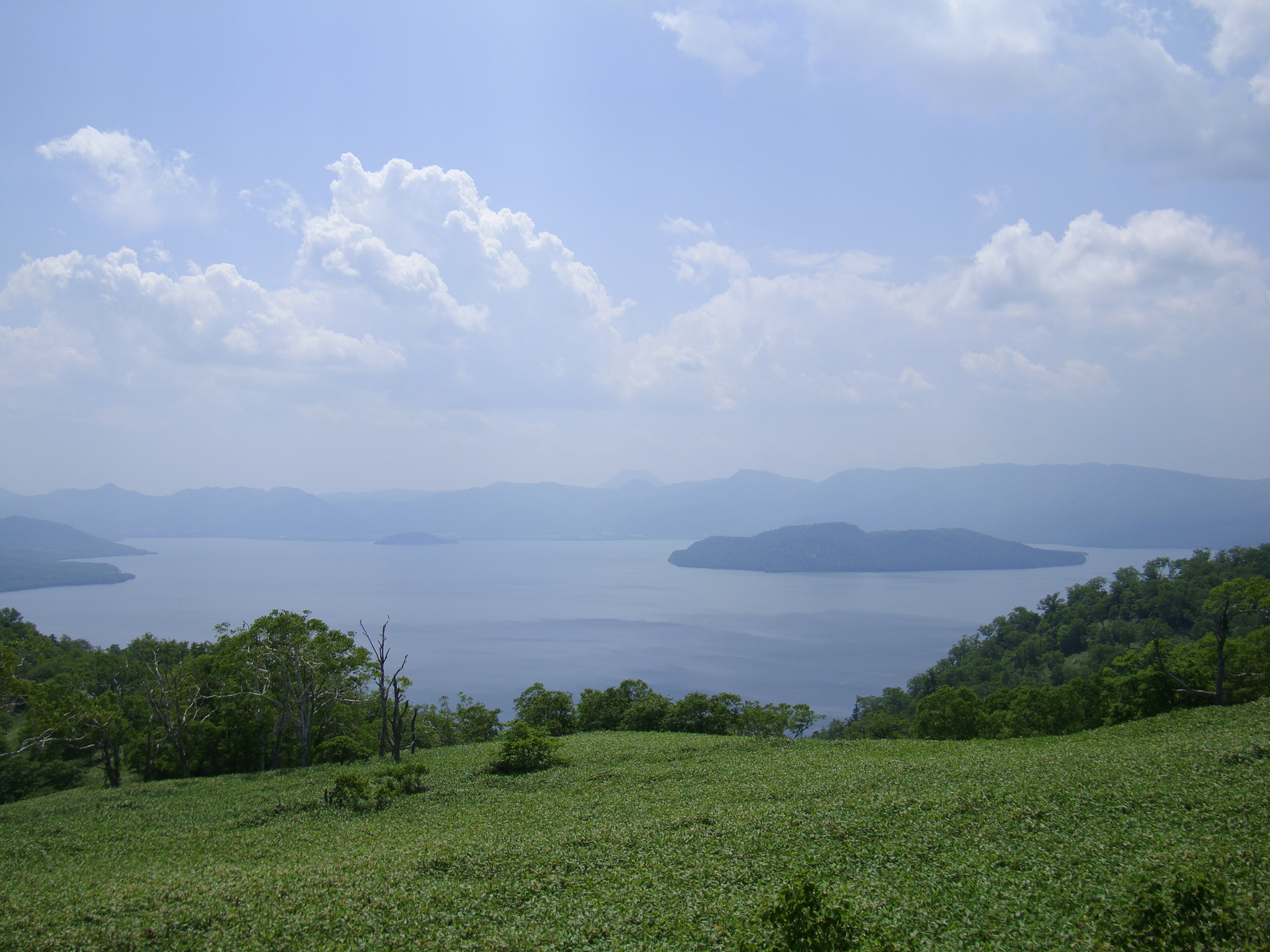
北海道道102号駐車公園より望む
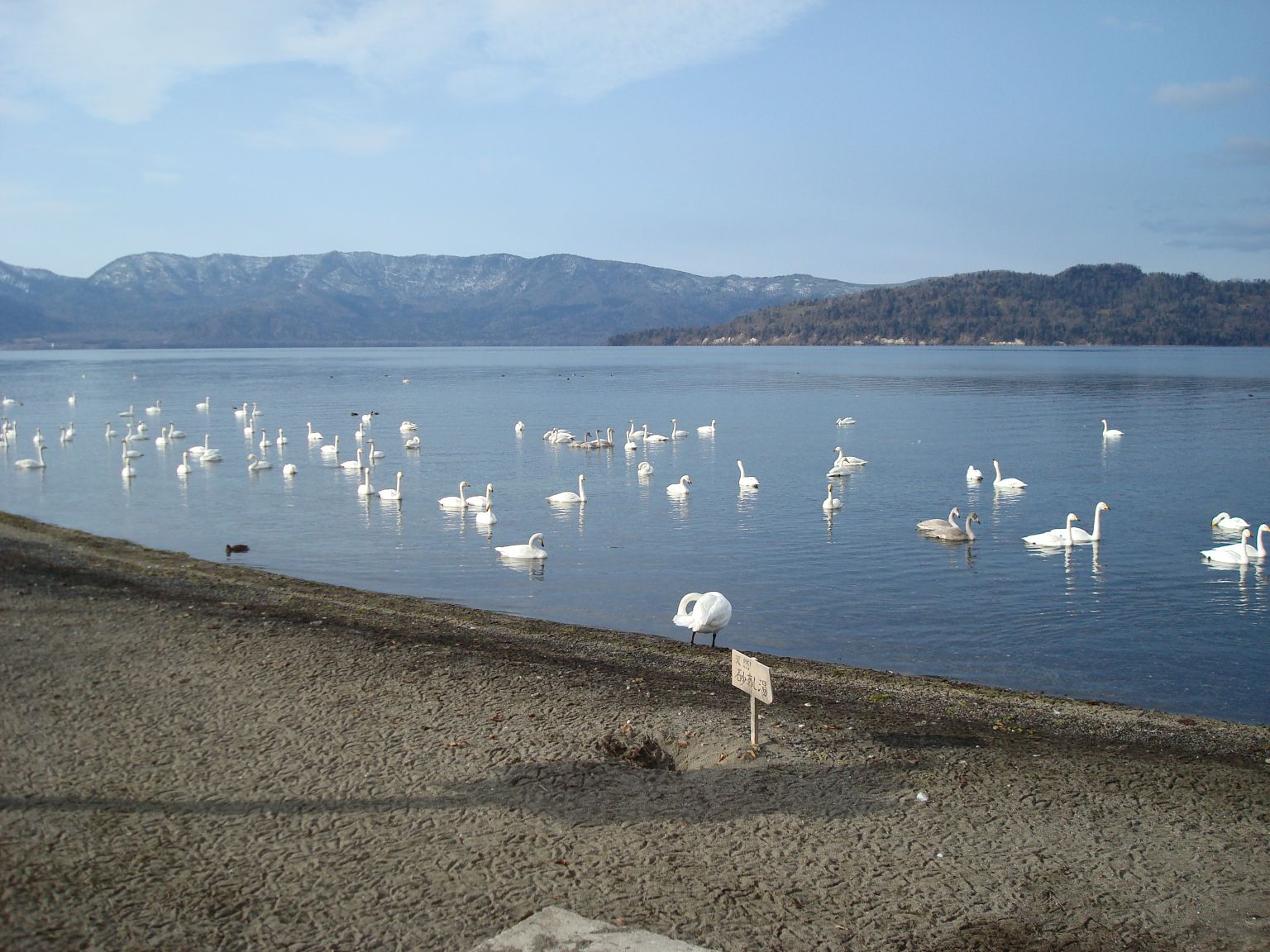
砂湯付近に群れるハクチョウ
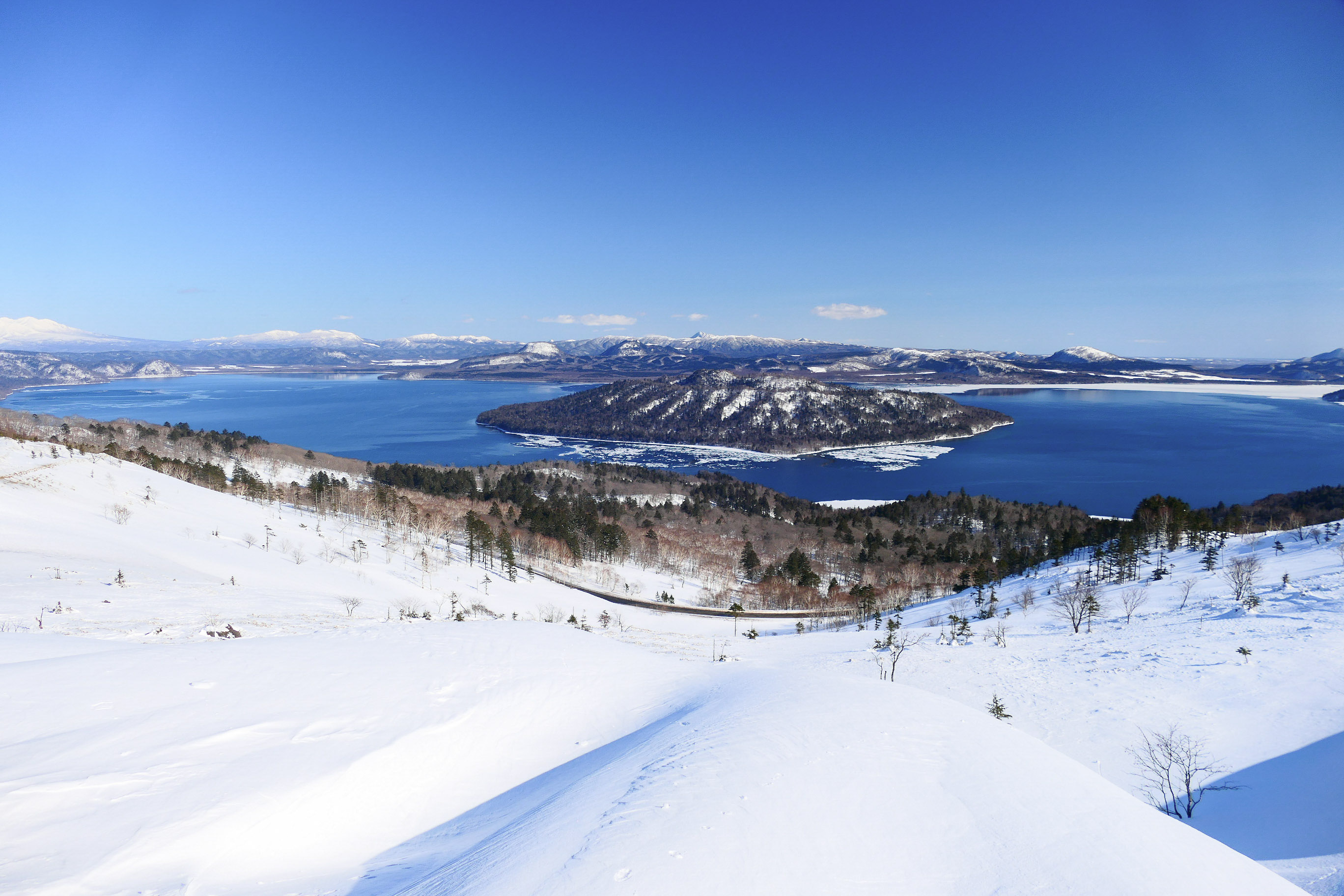
冬の屈斜路湖
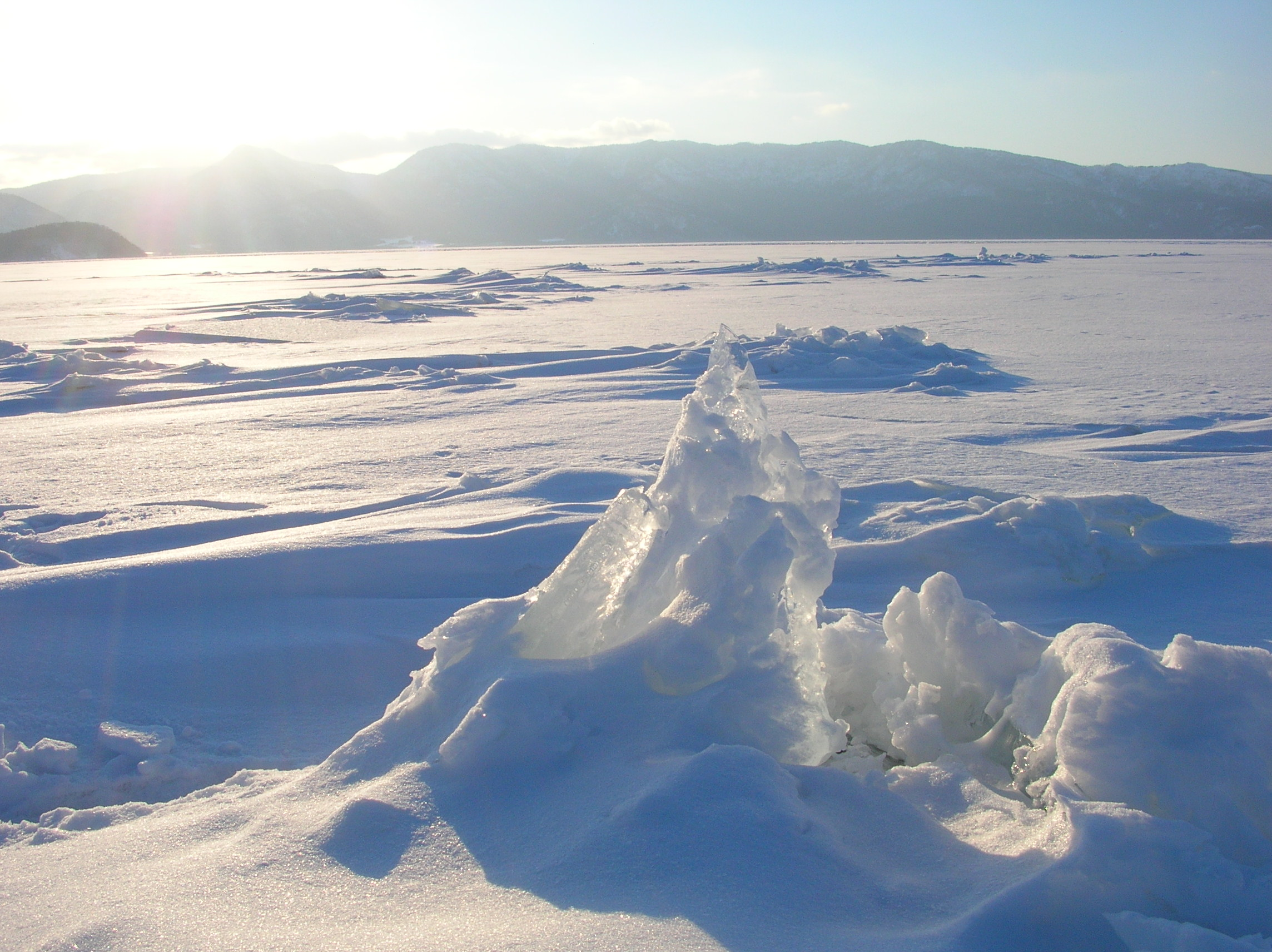
冬季、凍結し隆起した湖面